# Friedrich Weißensee
Friedrich Weißensee (* um 1560 in Schwerstedt, Thüringen; † 1622 in Altenweddingen bei Magdeburg) war ein deutscher Komponist und protestantischer Pfarrer zur Zeit der Spätrenaissance.

## Leben
Ab 1590 war Friedrich Weißensee Rektor einer Lateinschule in Gebesee bei Erfurt. 1596 wurde er in Nachfolge des in den Ruhestand gehenden Leonhart Schröter Kantor an der Altstädtischen Schule in Magdeburg. Zu den Schülern Weißensees gehörte Daniel Friderici. 1602 wurde Weißensee Pfarrer in Altenweddingen. Neben seinen Zeitgenossen Christoph Demantius, Michael Praetorius und Melchior Vulpius zählte Weißensee zu den führenden Komponisten protestantischer Kirchenmusik seiner Zeit.
Seine wichtigste Veröffentlichung ist das 1602 gedruckte „Opus melicum“, bestehend aus 72 deutschen und lateinischen, vier bis zwölfstimmigen Motetten. Diese Werke weisen ihn als einen der besten deutschen Vertreter des venezianischen Chorstils aus, den Adrian Willaert und Andrea Gabrieli pflegten. Die zuvor veröffentlichten Sammlungen von 1595 und 1599 sind ebenfalls wichtige Beiträge der frühen deutschen Motettenliteratur. Hervorzuheben sind die beiden achtstimmigen Motetten (1603 und 1612), die in der Sammlung „Florilegium Portense“ von Erhard Bodenschatz enthalten sind, sie gehören zu den beeindruckendsten Arbeiten in diesem Band.

## Werke (Auswahl)
- Evangelische Sprüche auß den Evangelien der vornemsten und feyerlichen Fest-Tagen … gezogen … mit 5. Stimmen einfeltig … figuriret … Der erste Theil (Erfurt, 1595)
- Hochzeit-Lied aus den Sprüchwörtern Salomonis (Magdeburg, 1599)
- Hochzeitlicher Ehren Dantz, mit Stimmen componiert auff das adelige Beylager des … Wolfgang Spitznasen zu Magdeburgh Domherrn (Magdeburg, 1600)
- Opus Melicum, methodicum et planè novum … (Magdeburg, 1602) Sammlung von 72 Motetten durch das Kirchenjahr, mit einem 10st. „Nunc facta est salus“ von Luca Marenzio
- Geistlich Braut und Hochzeit Gesang, mit 6 Stim. comp, zu Ehren … Georg Schnitzen (Magdeburg, 1611)
- Memoria gemina: I. metrica, quam carmine Phalecio: II. melica … (Magdeburg, 1616)